# سهره‌های زرد سرسیاه
سهره‌های زرد سرسیاه (نام علمی: Spinus) سرده‌ای از پرندگان گنجشک‌سان از خانواده سهرگان است. این سرده دربر گیرندهٔ سیسکین‌ها و سهره‌های آمریکای شمالی و جنوبی و همچنین دو گونه جهان قدیم است. نام سرده از واژهٔ یونان باستان σπίνος spínos است، نامی برای پرنده‌ای که اکنون غیرقابل شناسایی است.
همه گونه‌های این سرده، به جز سهره زرد تبتی، در گذشته در سردهٔ Carduelis قرار داشتند. آنها بر اساس مطالعات تبارزایی توالی‌های دی‌ان‌ای میتوکندری و هسته‌ای به سردهٔ بازسازی‌شده Spinus منتقل شدند. سهره زرد تبتی در گذشته در سردهٔ سهره‌های دمگاه‌زرد قرار می‌گرفت. سهره زرد سرسیاه اوراسیایی و سهره زرد تبتی تنها گونه‌های جهان قدیم هستند که در این گروه گنجانده شده‌اند.
سردهٔ Spinus در سال ۱۸۱۶ توسط طبیعت‌شناس آلمانی کارل لودویگ کوخ با سهره زرد اوراسیایی (Spinus spinus) به عنوان گونه نماد معرفی شد.
سهره زرد کلاه‌دار ممکن است پیراتبار باشد.

## حفاظت

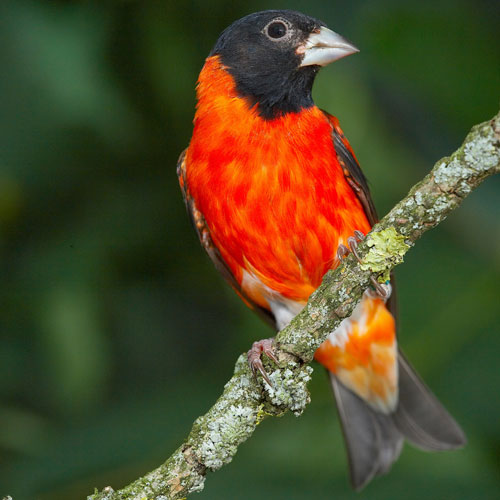
یک پرنده نر از گونه Carduelis cucullata در شهر کوکوتا، کلمبیا.

اتحادیه جهانی حفاظت طبیعت، ۱۷ گونه را به عنوان کمترین نگرانی، دو گونه را به عنوان آسیب‌پذیر (سهره زرد زعفرانی و سهره زرد رخ‌زرد)، و یکی، سهره قرمز، در معرض خطر فهرست کرده‌است. گونه‌های موجود در این کلاد با نابودی زیستگاه و صید برای تجارت پرندگان قفسی تهدید می‌شوند.